# Carebara bartrumi
Carebara bartrumi é uma espécie de inseto do gênero Carebara, pertencente à família Formicidae.